# Coppa Italia 2000-2001 (hockey su ghiaccio)
La Coppa Italia 2000-2001 di hockey su ghiaccio fu la 5ª edizione del trofeo e da questa stagione viene riproposta regolarmente ogni anno.

## Tabellone
|  | Semifinali    | Semifinali    | Semifinali |        |               | Finale        | Finale | Finale |  |
|  |               |               |            |        |               |               |        |        |  |
|  | Bolzano       | Bolzano       | 4          |        |               |               |        |        |  |
|  | Bolzano       | Bolzano       | 4          |        |               |               |        |        |  |
|  | Milano Vipers | Milano Vipers | 7          |        |               |               |        |        |  |
|  | Milano Vipers | Milano Vipers | 7          |        | Milano Vipers | Milano Vipers | 2      |        |  |
|  |               |               |            |        | Milano Vipers | Milano Vipers | 2      |        |  |
|  |               |               | Asiago     | Asiago | 3‡            |               |        |        |  |
|  | Asiago        | Asiago        | Asiago     | Asiago | 3‡            | 3‡            |        |        |  |
|  | Asiago        | Asiago        |            |        |               |               |        |        |  |
|  | Merano        | Merano        | 2          |        |               |               |        |        |  |

†: partita terminata ai tempi supplementari; ‡: partita terminata ai tiri di rigore
 L'Asiago Hockey vince la sua seconda Coppa Italia.